# Wih Porak
Wih Porak is een bestuurslaag in het regentschap Aceh Tengah van de provincie Atjeh, Indonesië. Wih Porak telt 352 inwoners (volkstelling 2010).